# Pour ton anniversaire
Pour plus de détails, voir Fiche technique et Distribution.
Pour ton anniversaire (Zum Geburtstag en version originale) est un thriller dramatique franco-allemand réalisé par Denis Dercourt et sorti en 2013.

## Synopsis
Au début des années 80, Paul, le jour de ses 16 ans, passe un pacte avec son ami Georg, qui doit quitter la ville : il pourra sortir avec sa petite amie Anna, à condition qu'il la lui rende  quand Georg le souhaitera. Trente ans plus tard, Paul vit heureux avec Anna et leurs deux enfants. Georg réapparaît soudain à la tête du service où travaille Paul. Est-il revenu pour reprendre Anna, ?

## Fiche technique
- Titre : Pour ton anniversaire
- Titre original : Zum Geburtstag
- Réalisation : Denis Dercourt
- Scénario : Denis Dercourt
- Musique : Jérôme Lemonnier
- Photographie : Matteo Cocco
- Montage : Hansjörg Weißbrich
- Producteur : Markus Halberschmidt et Marcelo Busse
  - Coproducteur : Raphaël Berdugo et Antoine de Clermont-Tonnerre
  - Producteur associé : Peter Hartwig
- Production : Busse & Halberschmidt Filmproduktion, Mact Productions et Cité Films, en association avec Cofinova 9
- Distribution : Jour2fête
- Pays :  Allemagne et  France
- langue: allemand
- Durée : 83 minutes
- Genre : thriller dramatique
- Dates de sortie :
  -  Allemagne : 19 septembre 2013
  -  France : 8 janvier 2014

## Distribution
- Mark Waschke : Paul
- Marie Bäumer : Anna
- Sylvester Groth : Georg
- Sophie Rois : Yvonne
- Johannes Zeiler : Daniel
- Saskia Rosendahl : Emelie
- Annette Lober : Sabine
- Sinje Irslinger : Anna jeune
- Aaron Koszuta : Georg jeune
- Markus Quentin : Lukas
- Felix Kruttke : Paul jeune

## Distinctions
- 2013 : Festival du cinéma allemand de Paris - Prix du public